# Taimiște, Tărgoviște
Taimiște (în bulgară Таймище) este un sat în comuna Antonovo, regiunea Tărgoviște,  Bulgaria. 

## Demografie
Componența etnică a satului Taimiște
     Turci (86,09%)
     Bulgari (13,9%)
     Nicio identificare (0%)
     Altele (0%)
La recensământul din 2011, populația satului Taimiște era de 187 locuitori. Din punct de vedere etnic, majoritatea locuitorilor (86,09%) erau turci, cu o minoritate de bulgari (13,9%). Pentru 0% din locuitori nu este cunoscută apartenența etnică.